# Língua carari
O cararí (kararí) é uma língua extinta da família linguística arawak falada no rio Mucuim, afluente do rio Purus.
72 palavras foram recolhidas por Johann Natterer em 1833.

## Vocabulário
Palavras básicas recolhidas por Johann Natterer (1833) (em Ramirez 2019: 747; 2020: 250-251):
| Português         | Cararí         |
| ----------------- | -------------- |
| cabeça            | tóɨ́-ri         |
| testa             | tehoa-ri       |
| cabelo            | pitʃi-ri       |
| orelha            | talho-ri       |
| olho              | ôtu-rɨ         |
| nariz             | ʃiʃi-rɨ        |
| boca              | nama-ri        |
| dente             | ahɨ-ri         |
| língua            | nan-ti         |
| unha              | terrapa-hoa-ri |
| pé                | kapala-ri      |
| pé                | kapeta-ri      |
| coxa              | itepa-hoa-ri   |
| mão               | kahapɨ-ri      |
| dedo              | heoa-ri        |
| braço             | kano-ri        |
| barriga           | hoato-ri       |
| pênis             | ostʃi-ri       |
| vagina            | budnari        |
| árvore            | hamuna         |
| sol               | atukari        |
| dia               | alatekari      |
| trovão            | itoronakari    |
| lua               | ahutʃɨ         |
| estrela           | bokatu         |
| água              | unɨ            |
| rio               | iraua-hãn      |
| lago              | ipoa-hãn       |
| vento             | opihãn         |
| pedra             | jepolihali     |
| fogo              | iriri          |
| noite             | jari           |
| vermelho          | tutʃale        |
| independentizador | -ri            |

Palavras da flora, da fauna e de artefatos culturais recolhidas por Johann Natterer (1833) (em Ramirez 2019: 747; 2020: 251):
| Português      | Cararí       |
| -------------- | ------------ |
| anta           | tamãn        |
| caititu        | meʃitʃi      |
| veado          | ʃimanʃi      |
| cão            | jiula        |
| onça           | aʃitʃi       |
| peixe-boi      | ãnhinka      |
| pato           | upahi        |
| mutum          | iʃeka        |
| galinha        | batalɨ       |
| urubu          | majuli       |
| arara-vermelha | tʃimalu      |
| arara-amarela  | pulete       |
| papagaio       | wawatju      |
| jacamim        | wanajutʃi    |
| inambu         | mami         |
| jacaré         | haiatutʃi    |
| jabuti         | ʃitoju       |
| tartaruga      | opötʃi       |
| batata-doce    | tupali       |
| cará           | bakari       |
| mandioca       | antʃi        |
| maniva         | anikatʃi     |
| farinha        | erum-pani    |
| beiju          | ori          |
| tapioca        | erumi        |
| flecha         | aralicohi    |
| milho          | hitu         |
| curare         | arinolihi    |
| banana         | tʃipatʃi     |
| arco           | pitecalitapa |
| canoa          | anawa        |
| cesto (panacu) | pulethü      |
| faca           | jumurütʃe    |
| machado        | epöri        |
| panela         | imatʃi       |
| remo           | kujali       |
| rede de dormir | tarü         |
| zarabatana     | ikalümena    |